# مهدي البقمي
مهدي البقمي، هو ممثل ومؤلف سعودي من مواليد 7 يوليو 1961. حاصل على بكالوريوس الآداب قسم التاريخ، من جامعة الملك سعود، وحاصل على دورات في الإخراج التلفزيوني من التلفزيون السعودي ومعهد الإذاعة والتلفزيون بجمهورية مصر العربية، من أبرز أعماله إفهموني وصور مرفوضة ودولاب الزمن. قام بتأليف عدد من المسلسلات منها مسلسل ورد وشوك ومثل فيه أيضاً.

## فيلموجرافيا
| تسلسل | اسم العمل    | السنة | ملاحظات                 |
| ----- | ------------ | ----- | ----------------------- |
| 1     | أحلام ضائعة  | -     | سهرة تلفزيونية          |
| 2     | إفهموني      | 1985  | سهرة تلفزيونية          |
| 3     | لحظة من فضلك | 1995  | فيلم                    |
| 4     | أحلام ضائعة  | 1997  | مسلسل - بدور "أبو صالح" |
| 5     | صور مرفوضة   | 2003  | مسلسل                   |
| 6     | دولاب الزمن  | 2005  | مسلسل                   |
| 7     | ورد وشوك     | 2005  | مسلسل (تمثيل وتأليف)    |

## روابط خارجية
- مهدي البقمي على موقع قاعدة بيانات الأفلام العربية